# Adipinsäureester

Allgemeine Strukturformel der Adipinsäureester

Als Adipinsäureester werden in der Chemie die Ester der Adipinsäure bezeichnet. Sie stellen die wichtigste Gruppe der aliphatischen dibasischen Carbonsäureester dar. Oftmals werden sie in Kurzform, wie die Salze, als Adipate bezeichnet.

## Herstellung
Alkohole mit Kettenlängen von ca. C8–C10 werden mit Adipinsäure verestert, um eine Reihe von Adipat-Weichmachern herzustellen. Diethylhexyladipat wird beispielsweise durch Veresterung von Adipinsäure mit 2-Ethylhexanol gewonnen. Analog wird Adipinsäuremonoethylester aus Adipinsäure und Ethanol erhalten – es ist ein sogenannter Halbester.

## Verwendung
Adipinsäureester werden als Weichmacher in Kunststoffen (wie Polyvinylchlorid, PVC) und als Lebensmittelzusatzstoff zur Säureregulation eingesetzt. Im Vergleich zu Phthalaten weisen Adipinsäureester in PVC bei niedrigen Temperaturen eine verbesserte Beständigkeit auf.